# Atef el-Sadate
Mohammed Atef Anouar el-Sadate (arabe : محمد عاطف أنور السادات ; 13 mars 1948 – 6 octobre 1973) était un pilote de chasse de l'armée de l'air égyptienne qui avait le grade de lieutenant d'aviation. Lors de la guerre du Kippour, lui et ses collègues ont été tués lors d'un raid sur un aéroport militaire israélien. Il est le demi-frère cadet de l'ancien président égyptien Anouar el-Sadate, assassiné le même jour huit ans plus tard.

## Biographie
Atef el-Sadate est né le 13 mars 1948 dans le village de Mit Abu El Kom, district de Tala, dans le gouvernorat de Monufia. Il est diplômé de l'Académie égyptienne de l'air en 1966 et passe deux ans en Union soviétique, suivant un programme de formation sur les chasseurs à réaction puis sur les chasseurs-bombardiers (le Sukhoi Su-7).

## Guerre du Kippour
Le 5 octobre 1973, un état de préparation a été lancé à l'aéroport de Bilbeis , et chaque pilote a piloté un chasseur à l'intérieur du complexe aéronautique fortifié, et les avions étaient armés de bombes et prêts, mais la mission a été annulée car il s'agissait d'un exercice d'entraînement sur l'assemblage des pilotes.
Lors de la première frappe aérienne égyptienne, Atef el-Sadate faisait partie de la formation Sukhoi Su-7 qui a attaqué l'aérodrome israélien de Meliz. lors de l'attaque, l'avion d'Atef a été abattu et il a été tué.

## Rapports sur son décès
Pour ne pas distraire son mari, Jihane el-Sadate a attendu le huitième jour de la guerre avant de lui annoncer la mort de son demi-frère. Il a été signalé mort pour la première fois le 5 janvier 1974 par les journaux égyptiens. Le 31 mars 1974, un porte-parole de l'armée israélienne a révélé qu'une équipe de recherche avait retrouvé son corps dans les sables de la péninsule occidentale du Sinaï et qu'elle l'avait remis au gouvernement égyptien. Il a été enterré le même jour dans sa ville natale de Mit Abu El Kom.